# The Gordin Cell
The Gordin Cell (תא גורדין), también conocida en español como La célula Gordin, es una serie de televisión israelí  producida por Tedy Productions, dirigida por Daniel Syrkin y transmitida por Yes Drama desde el 4 de enero de 2012, hasta el 11 de diciembre de 2014. La trama de la serie describe a un comandante de la Fuerza Aérea Israelí, cuya familia en el pasado tuvo lazos con la extinta KGB de la Unión Soviética, sin embargo, años después un agente ruso regresa a Israel e insiste en reclutarlo.
Protagonizada por Ran Danker, Mark Ivanir, Elena Yerlova, Slava Bibergal y Neta Riskin, la serie obtuvo gran éxito en su país de origen, logrando extenderse por dos temporadas —una en 2012 y otra en 2014— y retransmitirse por Canal 2 en 2013. Además, la trama de The Gordin Cell fue comercializada por Keshet International y adaptada en varios países.

## Argumento

### Primera temporada
Tras la disolución de la Unión Soviética Mikhail Gordin (Slava Bibergal) y Diana Gordin (Elena Yerlova), ambos integrantes del servicio de inteligencia KGB, emigran Israel en la década de 1990. En Tel Aviv rehacen su vida normalmente y tras una década su hijo Eyal (Ran Danker), un exoficial de la unidad 669, se integra como comandante en la Fuerza Aérea. La vida de la familia Gordin transcurre normalmente hasta la llegada de Yaacov Lundin (Mark Ivanir), un legendario espía ruso que intenta reclutar a Eyal, sin embargo el Shabak (Servicio de inteligencia israelí) también se acerca a él con la misma intención.

### Segunda temporada
Eyal es liberado de prisión dos años después, Mikhail y Diana ahora viven en Rusia, pero Nathalia (Neta Riskin) la hermana de él, es perseguida por Shabak tras la muerte de un líder de la Mosad. Nathalia (apodada como Nati) mantiene en secreto un lazo con un asesino musulmán argentino, pero nuevamente Eyal vuelve a Shebak, esta vez para encontrarla debido a su cercanía, hallándose en el dilema de si entregar a Nathalia para proteger a su país o no hacer nada para evitar traicionar a su familia.

## Reparto

### Personajes principales
- Ran Danker como Eyal Gordin (Alik).
- Elena Yerlova como Diana Gordin.
- Slava Bibergal como Mikhail Gordin (Miki).
- Neta Riskin como Nathalia Gordin (Nati Ganot).
- Svetlana Narbayeva como Nina Isakovana.
- Mark Ivanir como Yaakov Lundin (Yasha).

### Personajes secundarios
- Moni Moshonov como Peter Yom Tov.
- Avraham Aviv Alush como Ofir Rider.
- Tom Hagi como Yonatan Avidar.
- Hadar Ratzon Rotem como Keren Falakh.
- Tom Hagi como Yonatan Avidar.
- Anastasia Butcherenko	como Yulia Demidova.
- Anton Ostrovsky como Vysotsky.
- Ishai Golan como Aharale Nir.
- Igal Naor como Moshe Gavrieli.
- Samuel Calderon como Velvala.
- Dana Meinrath	como Tamar Amsel.
- Natasha Manor	como Esther Lundin.
- Valeria Polyakova como Ludmila.
- Gil Frank como Primer ministro de Israel.
- Daniel Gad como Ofer.

## Emisión internacional
- Estados Unidos: Israeli Network (2012-2014).

## Adaptaciones
Durante 2012, en Estados Unidos NBC compró los derechos y produjo un episodio piloto inicialmente titulado M.I.C.E, sigla en inglés de Money, Ideology, Coercion and Ego (Dinero, ideología, coacción y ego). Posteriormente el nombre del proyecto fue cambiado a Allegiance y se estrenó en televisión el 5 de febrero de 2015, sin embargo, debido a su baja audiencia fue cancelada tras la emisión del quinto episodio, el 6 de marzo de ese año. Posteriormente NBC anunció que la serie completa estaría disponible por vía streaming en su portal de internet y el sitio Hulu.
En abril de 2013, J.I.T.V Productions de Rusia adquirió los derechos para producir una versión local junto a Sreda Productions. También en Corea del Sur, Korean Broadcasting System adaptó el guion de la serie relacionándola con el conflicto intercoreano, estrenando su versión local titulada Spy (스파이) el 9 de enero de 2015, protagonizada por Kim Jae Joong, Bae Jong Ok y Lee Yoon Jin.